# Meductic
Meductic ou Médoctec est un ancien village du Nouveau-Brunswick, au Canada. Il fait partie du village de Lakeland Ridges depuis la réforme de la gouvernance locale du 1er janvier 2023.

## Toponyme
Meductic est nommé ainsi d'après le nom malécite Medoctic, qui signifie la fin, en référence au portage de la rivière à l'Anguille au fleuve Saint-Jean. Le nom du village a connu plusieurs variations au fil des années: Medoctec (1684), Medogtek (1688), Medocktack (1689), Madoctec (1755) et Medoctick (1783). Le village prit ensuite le nom de Eel River vers 1847, puis Canterbury vers 1855 avant d'être renommé Meductic en 1897. Le nom est aussi épelé Médoctec en français, surtout en référence à la période malécite puis française. À noter que la ville de Woodstock s'appelait auparavant Meductic.

## Géographie

### Situation
Meductic est situé sur la rive droite (sud) du fleuve Saint-Jean, à l'embouchure de la rivière à l'Anguille, à 65 kilomètres à vol d'oiseau à l'ouest de Frédéricton. Il est situé à la fois dans le comté de Carleton et le comté d'York mais n'est inclus que dans ce dernier lors du recensement.

### Logement
Le village comptait 67 logements privés en 2006, dont 65 occupés par des résidents habituels. Parmi ces logements, 84,6 % sont individuels, 0,0 % sont jumelés, 0,0 % sont en rangée, 0,0 % sont des appartements ou duplex et 0,0 % sont des immeubles de moins de cinq étages. Enfin, 15,4 % des logements entrent dans la catégorie autres, tels que les maisons-mobiles. 100,0 % des logements sont possédés alors que 0,0 % sont loués. 76,9 % ont été construits avant 1986 et 23,1 % ont besoin de réparations majeures. Les logements comptent en moyenne 6,2 pièces et 0,0 % des logements comptent plus d'une personne habitant par pièce. Les logements possédés ont une valeur moyenne de 73 495 $, comparativement à 119 549 $ pour la province.

## Histoire

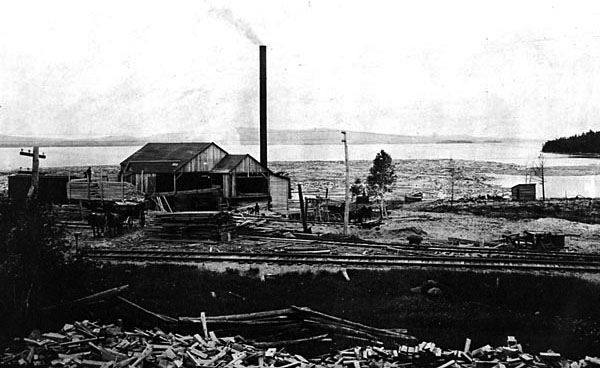
Scierie et billots de bois flottants, vers 1920.

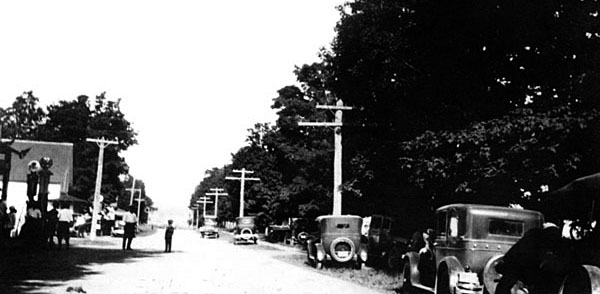
Une rue de Meductic vers 1920.

Medictic est situé dans le territoire traditionnel des Malécites, qui y avaient fondé le village de Médoctec. Il est le principal des villages estivaux fortifiés au XVIIe siècle; il est situé à l'extrémité du réseau de navigation menant aux territoires Passamaquoddys et Pentagouets. Les Malécites cultivent du blé d'Inde et de la citrouille à Médoctec. Le village est abandonné en 1767 et sa population se déplace à Aukpaque. Les Malécites doivent céder Aukpaque aux Loyalistes en 1794. Pour compenser la perte de Médoctec, le gouvernement du Nouveau-Brunswick achète la réserve de Woodstock 23 en 1851.
Un bureau de poste est ouvert aux environs de 1847 à Eel River mais il ferme ses portes en 1855. Un autre bureau de poste est ouvert à Meductic même en 1860. En 1898, Meductic compte quatre magasins, deux hôtels, un moulin à farine et deux églises. Meductic est constitué en municipalité le 9 novembre 1966.

## Démographie
(juillet 2016).
D'après le recensement de Statistique Canada, il y avait 189 habitants en 2001, comparativement à 236 en 1996, soit une baisse de 19,9 %. Le village compte 76 logements privés, a une superficie de 5,57 km² et une densité de population de 33,9 habitants au km².
| 1898 | 1901 | 1911 | 1921 | 1931 | 1941 |
| ---- | ---- | ---- | ---- | ---- | ---- |
| 300  | -    | -    | -    | -    | -    |

| 1951 | 1956 | 1961 | 1966 | 1971 | 1976 |
| ---- | ---- | ---- | ---- | ---- | ---- |
| -    | -    | -    | -    | -    | -    |

| 1981 | 1986 | 1991 | 1996 | 2001 | 2006 |
| ---- | ---- | ---- | ---- | ---- | ---- |
| 197  | 182  | 248  | 236  | 189  | 155  |

| 2011 | 2016 | - | - | - | - |
| ---- | ---- | - | - | - | - |
| 270  | 215  | - | - | - | - |

## Économie
Entreprise Carleton, membre du Réseau Entreprise, a la responsabilité du développement économique.
Meductic est le site du fondeur de cymbales Sabian.

## Administration
(juillet 2016).

### Conseil municipal
Le conseil municipal est formé d'un maire et de trois conseillers généraux. Le conseil précédent est élu par acclamation lors de l'élection du 12 mai 2008. Le conseil municipal actuel est élu lors de l'élection quadriennale du 14 mai 2012.
Conseil municipal actuel
| Mandat      | Fonctions            | Nom(s)                                                    |
| ----------- | -------------------- | --------------------------------------------------------- |
| 2012 - 2016 | Maire                | Lance Royden Graham                                       |
| 2012 - 2016 | Conseillers généraux | Donna M. Davidson, Jamie R. Lauzier, Randall Allan Stairs |

Anciens conseils municipaux
| Mandat      | Fonctions   | Nom(s)                                                   |
| ----------- | ----------- | -------------------------------------------------------- |
| 2008 - 2012 | Mairesse    | Pamela E. Gravel                                         |
| 2008 - 2012 | Conseillers | Donna M. Davidson, Lee R. Dickison, Lance Royden Graham. |

| Période                                  | Période  | Identité            | Étiquette | Qualité |
| ---------------------------------------- | -------- | ------------------- | --------- | ------- |
| 2012                                     | en cours | Lance Royden Graham |           |         |
| 2008                                     | 2012     | Pamela E. Gravel    |           |         |
| 2004                                     | 2008     | James Hargrove      |           |         |
| 2001                                     | 2004     | J. Neil Cummings    |           |         |
|                                          | 2001     | Stephen Manuel      |           |         |
| Les données manquantes sont à compléter. |          |                     |           |         |

### Commission de services régionaux
Meductic fait partie de la Région 12, une commission de services régionaux (CSR) devant commencer officiellement ses activités le 1er janvier 2013. Meductic est représenté au conseil par son maire. Les services obligatoirement offerts par les CSR sont l'aménagement régional, la gestion des déchets solides, la planification des mesures d'urgence ainsi que la collaboration en matière de services de police, la planification et le partage des coûts des infrastructures régionales de sport, de loisirs et de culture; d'autres services pourraient s'ajouter à cette liste.

### Représentation et tendances politiques
Meductic est membre de l'Union des municipalités du Nouveau-Brunswick.
 Nouveau-Brunswick: Meductic fait partie de la circonscription provinciale de Woodstock, qui est représentée à l'Assemblée législative du Nouveau-Brunswick par David Alward, premier ministre du Nouveau-Brunswick et chef du Parti progressiste-conservateur. Il fut élu la première fois lors de l'élection générale de 1999 puis réélu depuis ce temps, la dernière fois en 2010, où il est devenu premier ministre.
 Canada: Meductic fait partie de la circonscription électorale fédérale de Tobique—Mactaquac, qui est représentée à la Chambre des communes du Canada par Michael Allen, du Parti conservateur. Il fut élu lors de la 39e élection générale, en 2006, et réélu en 2008.

## Infrastructures et services
Le village est inclus dans le territoire du sous-district 10 du district scolaire Francophone Sud. Les écoles francophones les plus proches sont à Fredericton alors que les établissements d'enseignement supérieurs les plus proches sont dans le Grand Moncton.
Médoctec possède une caserne de pompiers ainsi qu'un comptoir postal. Le détachement de la Gendarmerie royale du Canada le plus proche est à Woodstock.
Les anglophones bénéficient des quotidiens Telegraph-Journal, publié à Saint-Jean, et The Daily Gleaner, publié à Fredericton. Ils ont aussi accès au bi-hebdomadaire Bugle-Observer, publié à Woodstock. Les francophones ont accès par abonnement au quotidien L'Acadie nouvelle, publié à Caraquet, ainsi qu'à l'hebdomadaire L'Étoile, de Dieppe.

## Culture

### Architecture et monument
Médoctec est un lieu historique national du Canada. Le site est inondé depuis 1968 mais est marqué par un cairn et une plaque commémorative au bout du chemin Fort Meductic.

### Langues
Selon la Loi sur les langues officielles, Meductic est officiellement anglophone puisque moins de 20 % de la population parle le français.

### Personnalités
- Peter Lola (1815-1852), chef malécite, guide et coureur, né à Médoctec ou les environs ;
- Jean-Baptiste Loyard (1678-1731), missionnaire, mort à Médoctec ;
- Pierre Tomah (1734-1827), chef malécite, mort à Médoctec.

#### Ouvrages spécialisés
- (en) Bicentennial History of Meductic, Woodstock, Carleton Printing, 1984
- (en) David E. Lee, « Meductic Indian village », dans Miscellaneous historical reports on sites in the Atlantic provinces, Ottawa, Direction des lieux et parcs historiques nationaux, Ministère des Affaires indiennes et du Nord canadien, 1966, p. 95-106
- (en) William Odber Raymond et Evelyn Flemming, The Old Meductic Fort and the Indian chapel of Saint John Baptiste : paper read before New Brunswick Historical Society, Saint-Jean, Daily Telegraph Steam Book and Job Print, 1897

#### Ouvrages généraux
- (en) William F. Ganong, A Monograph of the Origins of the Settlements in New Brunswick, Ottawa, J. Hope, 1904, 185 p.
- (en) Alan Rayburn, Geographical Names of New Brunswick, Ottawa, Énergie, Mines et Ressources Canada, 1975